# Afschar

Das Zeichen der Afschar

Die Afschar, stärker eingedeutscht auch Afscharen (moderne türkische Schreibweise: Afşar oder Avşar, persisch افشار, DMG Afšār), waren ein bedeutender Oghusen-Stamm, die wiederum zu den Turkvölkern gehören.
Mahmud al-Kāschgharī erwähnte sie unter dem Namen Afschar als einen der 24 oghusischen Stämme. Als Totemtier hatten sie einen Wanderfalken. Ihr Stammesname bedeutet im Alttürkischen begeistert nach Tierjagd.
Die Afscharen sind mit den Seldschuken im 11. Jahrhundert aus Zentralasien nach Anatolien und in den Nahen Osten gekommen; einige Gruppen siedelten ab dem 14. Jahrhundert zudem auf dem Balkan. Die Afschar gründeten viele Dynastien und Reiche, darunter die Afschariden, Aydiniden, Germiyaniden, Qaramaniden, Mentesche-Oghullari, Zengiden, Dulkadiriden und das Khanat Karabach. Den größten Einfluss hatte Nader Schah Afschar, der als Schah Persiens von 1736 bis 1747 regierte, und die Dynastie der Afschariden gründete. Sein Sohn Joseph von Semlin war ein Offizier in Diensten der Habsburgermonarchie.
Heute gibt es noch Reste des Stammes in der Türkei, in Aserbaidschan sowie in weiteren Staaten des Nahen Ostens und auf dem Balkan. In der heutigen Türkei gibt es 55 Orte mit dem Namen Afşar oder Avşar, im Iran 23 und in Afghanistan sieben Orte mit dem Namen Afschar oder Avschar und in Aserbaidschan einen Ort mit dem Namen Avşar.

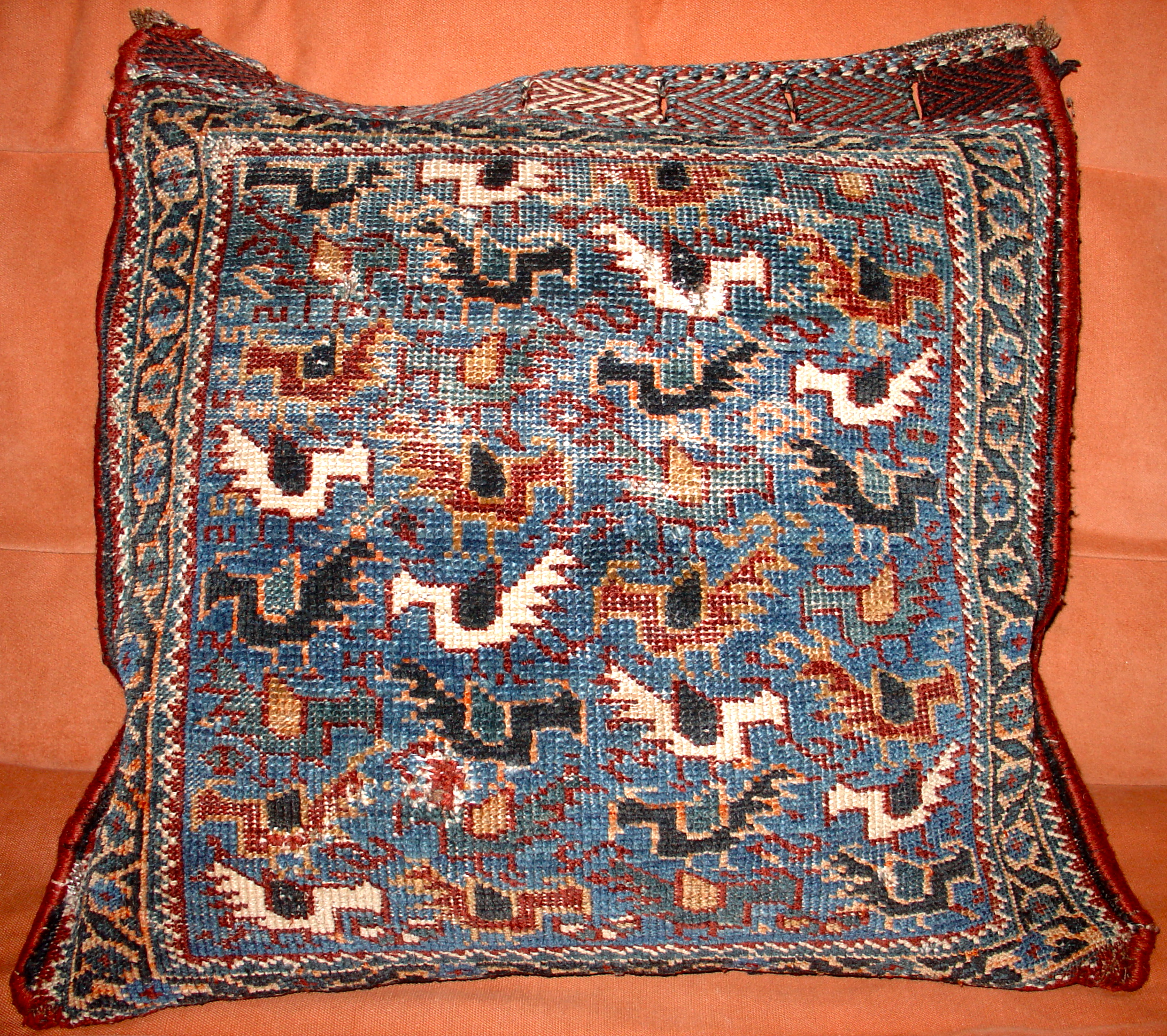
Afschar-Muster auf einer Tasche, die als Kissenbezug verarbeitet wurde

Als Muttersprache sprechen die Nachfahren der Afscharen heute verschiedene türkische und aserbaidschanische Dialekte. Im Iran und in Afghanistan sind sie weitestgehend assimiliert und sprechen meist die Persische Sprache. Die bis vor wenigen Generationen noch attestierte, nach ihnen benannte afscharische Sprache wird nur noch von wenigen, meist älteren Afscharen verstanden und gesprochen. Die Afscharen sind auch für ihre besonderen, handgeknüpften Afschar-Teppiche bekannt, die noch in den 1990er Jahren nach althergebrachter Tradition mit typischen Mustern hergestellt wurden. Diese Muster werden selbst im herkömmlichen, so genannten Perserteppich verwendet.